# Aloeides stevensoni
Stevenson’s Copper (Aloeides stevensoni) là một bướm ngày thuộc họ Lycaenidae. Loài này có ở Nam Phi, ở đó nó is restricted to montane sourveld Grassland on the Wolkberg near Haenertsburg.
Sải cánh từ 23–26 mm đối với con đực và 24–26 mm đối với con cái. Cá thể trưởng thành mọc cánh từ tháng 11 tới tháng 12 làm một đợt.